# Novomoskovsk, Ukraina
Novomoskovsk (tiếng Ukraina: Новомосковськ) là một thành phố của Ukraina. Thành phố này thuộc tỉnh Dnipropetrovsk. Thành phố này có diện tích ? km², dân số theo điều tra dân số năm 2024 là 66.973 người.